# Движение граждан СССР
«Союз славянских сил Руси» («СССР»), также известное как «Домой в СССР», «Союз Советских Социалистических Республик», «Граждане СССР», «Правительство СССР» — неформальное общественное движение «суверенных граждан» в России, сторонников теории заговора, согласно которой Советский Союз (и, иногда, Российская империя), как суверенное государство и субъект международных отношений, де-юре продолжает существовать. Сторонники движения считают себя его гражданами и на этом основании отказываются признавать конституционный строй современной Российской Федерации, соблюдать её текущее законодательство и подчиняться действующим органам государственной власти. В прессе и среди исследователей движение нередко иронически называют «сектой свидетелей СССР», «некрокоммунистами» или «некромантами».
Первые организации лиц, отрицающих распад СССР, появились ещё в 1995 году.
Значительная часть риторических приёмов движения позаимствована у зародившегося в США движения «суверенных граждан»; другим движением, происходящим от «суверенных граждан», является российское движение живых людей-суверенов. Часть сторонников движения придерживается также идей антисемитизма и неоязычества.
По данным ФСБ России, в 2018 году у движения было 150 тыс. последователей.
В 2019 году Верховный суд Республики Коми признал «Союз славянских сил Руси» экстремистской организацией. В 2022 году Верховный суд Республики Башкортостан признал экстремистским материалом восемь текстов незарегистрированного движения «Башкирская АССР» («Башкирский народный совет СССР»).

## История и идеология

### Группа Тараскина
Начало движению было положено 25 января 2010 года приехавшим из Душанбе владельцем стоматологической клиники в Зеленограде Сергеем Тараскиным (род.14.10.1962). Тараскин также называет себя «ОгнеБог Тараскин» и «Владетель Вселенной», утверждает, что является «гражданином СССР, потомком подданных Российской Империи, Царства Русского и других ранее существовавших субъектов права в нашей Стране Россия (Русь, Тартария, Борея, Скифия и так далее), потомком Благородной породы Славян, на которого распространяется Грамота Александра Филипповича Царя Македонского, Государя Монархии». Клиника лишилась инвестора, у неё накопились долги по арендной плате, и власти Москвы потребовали освободить помещение. Тараскин обжаловал выселение в Арбитражном суде Москвы и во время судебного процесса объявил себя «временно исполняющим должность президента СССР». Он также заявил, что исполняет должность «императора и главнокомандующего Российской империи»; и поклялся добросовестно исполнять взятые на себя обязательства «до тех пор, пока не будут легитимно (законно, правомерно) восстановлены все структуры, органы и организации указанных субъектов, после чего я добровольно готов сложить с себя эти обязательства». Он издал приказ о «Третьей мировой войне», который должен остановить возможное наступление НАТО на «СССР» и не позволить вооружённым силам военно-политического блока попасть в страну, пообещав по 10 кг золота за «ликвидацию» президента любого государства, оказывающего помощь НАТО, а за генерала — 5 кг. Также Тараскин заявил, что он возродил КГБ СССР и СМЕРШ, и в своём обращении от 18 сентября 2015 года утверждал следующее: «Каждый из вас обязательно в час икс ответит за все свои действия и свои бездействия в этот период <…> всё ваше бездействие будет трактоваться против вас».
В качестве идеологической основы для своего движения Тараскин использовал смесь из идей немецкого движения рейхсбюргеров, а также явно антисемитских идей и известных теорий заговора, включая использование такой исторической подделки, как «Протоколы сионских мудрецов».
Религиовед Р. А. Силантьев выделяет следующие признаки сходства между двумя движениями:
| Рейхсбюргеры | «Свидетели СССР»                                                                                           |
| --- | --- |
| 1. ФРГ — не суверенное государство, а частная компания (GmbH, или «общество с ограниченной ответственностью»).  | 1. Российская Федерация — не суверенное государство, а некое ООО (ЗАО).                                    |
| 2. Немецкий рейх существует до сих пор.                                                                         | 2. СССР существует до сих пор.                                                                             |
| 3. После окончания войны Германия не подписывала мирный договор.                                                | 3. Никаких легитимных документов о ликвидации СССР нет.                                                    |
| 4. Основной закон, который после объединения Германии был преобразован в Конституцию, не является Конституцией. | 4. Конституция России существует только в форме проекта, голосование за неё в 1993 году было нелегитимным. |
| 5. Германия управляется дистанционно из США.                                                                    | 5. Российская Федерация управляется дистанционно из США.                                                   |

В период с 2010 по 2016 год Тараскин сумел создать из своих сторонников вертикаль власти, назначив на должности «премьер-министра», «посла по особым поручениям», а также «временно исполняющих обязанности главы Украинской ССР» и «губернаторов» в более чем в 10 субъектах Российской Федерации, среди которых такие крупные территориальные образования, как Волгоградская область, Свердловская область, Краснодарский край, Красноярский край, а также «возрождённая Татарская АССР».
В декабре 2016 года Тараскин проводил заседание «правительства СССР» в Челябинске, где он, и назначенный им руководитель «администрации президента» Валерий Рыжов, выдавали участникам собрания «паспорта СССР» и обещали, что как только СССР будет восстановлен, правительство выплатит каждому по 14 млрд рублей. Со своей стороны участники собрания обязались «поставить на баланс» СССР всё своё имущество. Религиовед Р. А. Силантьев отмечает, что Тараскин и его сторонники за сумму в полмиллиона «оккупационных рублей» продавали разрешения на торговлю спиртными напитками, за «оккупационные российские рубли» торговали «советскими» документами, осуществляли юридическое оформление на себя имущества доверчивых пенсионеров, обещая им после захвата власти по 560 тонн золота на человека. Кроме того, Силантьев указывает, что «помимо троллинга судей и правоохранителей они создают серьёзные проблемы энергетикам, газовикам и коммунальщикам, отказываясь платить за их услуги», а «в группе „Профсоюз СССР“ можно без затей за 2000 рублей купить „советский“ профсоюзный билет и за 200 рублей ежемесячных взносов на его карту почувствовать себя свободным от многих обременительных трат человеком», хотя и «только до принудительного отключения света и суда». Секта «МВД СССР» во главе с Петром Афанасенко занимается продажей набирающих популярность «советских» номерных знаков, наряду с «советскими» водительскими удостоверениями  и талонами технического осмотра. При этом, «всего за 19 тысяч „бибариков“ (билетов Банка России) можно приобрести полный комплект, который якобы даёт полный иммунитет от сотрудников ГИБДД». И отмечает, что «существует также благочестивая легенда о том, что можно взять кредит по российскому паспорту, затем купить „советский“ и прямо заявить банкирам, что их деньги обращены в собственность СССР», несмотря на то, что «на практике эта схема работает ещё хуже предыдущей».
В Красноярске сторонники Тараскина предлагали за вознаграждение, в размере от 5 тысяч в месяц до 20 % от суммы договора, помочь с погашением кредитов, в Барнауле создали интернет-магазин, а в Курске занимались сбором пожертвований на борьбу с «мифами» о существовании ВИЧ.
4 мая 2022 Зеленоградский районный суд Москвы назначил Тараскину наказание в виде восьми лет колонии общего режима, признав его виновным в создании экстремистской организации.

### Другие группы
В дальнейшем участники движения создали несколько десятков групп, среди которых большая часть получила квазирелигиозную окраску, имея ярко выраженные неоязыческие элементы, проявляющиеся в виде заимствования идей основателя и главы «Древнерусской церкви православных староверов-инглингов» Александра Хиневича, а также «Концепции общественной безопасности» генерал-майора в отставке Константина Петрова.

#### Группа Торгунакова
Одним из известных участников движения стал житель Новосибирска — живущий с мамой дипломированный аграрий-селекционер Сергей Торгунаков (род. 20 марта 1977), одновременно провозгласивший себя Иисусом Христом, Кетцалькоатлем, Тотом, временно исполняющим обязанности главы Новосибирской области и главой ГУВД по Новосибирской области, а также главы судебной и законодателем власти региона, как и обладателем ещё 18 различных должностей.
В 2011 и 2012 годах для издания своей книги «Второе пришествие Иисуса Христа в 2012 году» (была издана на DVD-дисках и продавалась Торгунаковым через свою страницу социальной сети «ВКонтакте», обычных и интернет-магазинах по цене за 300 рублей, а при заказе оптом — 250 рублей) он взял в Альфа-Банке кредиты в размере около 200 тысяч и 600 тысяч рублей (по данным судебных приставов на март 2016 года сумма превысила отметку в 1 миллион рублей), а также ещё несколько займов, и вместе с тем стал изучать «документы в интернете», придя к выводу о том, что погашение долгов не требуется, поскольку «страну [СССР] и её жителей обворовали», а российские рубли не являются настоящими деньгами и ничем не обеспечены. В своём письме к руководству банка Торгунаков заявил следующее: «Подумайте, сколько миллиардов долларов убытка понесёт ваш банк, если ваши клиенты узнают, что ваш банк подал иск в суд против Иисуса Христа, объявив меня должником и чуть ли не мошенником». Он выступил с предложением провести совместную рекламную кампанию: «Представьте себе рекламный ролик с моим участием: „Иисус Христос — VIP-клиент Нового Альфа-Банка СССР!“». В случае отказа Торгунаков пригрозил смертью и осуществлением написанного в Апокалипсисе. После отправки большого количества таких писем звонки из банков прекратились и возвращением долгов стали заниматься приставы.
В Новосибирске Торгунаков стал усиленно заниматься агитационно-пропагандистской работой, проводя встречи с единомышленниками и рассылая письма банкирам и чиновникам. Кроме того, он выступил с обещанием сделать из обновлённого СССР Царство Божие и издавал указы, в которых провозгласил себя «главой всех церквей мира», предал анафеме папу римского Франциска, объявил, что президент России В. В. Путин — антихрист, а также заявил, что вместо Библии и Корана все обязаны обращаться к Конституции СССР 1977 года. Торгунаков выдвинул требование ко всем представителям духовенства всех религий в обязательном порядке пройти особый экзамен для установления степени профессиональной пригодности, а также заявил, что все религиозные организации должны перейти на русский язык и отказаться от использования ладана, который он считает сильнейшим наркотическим веществом. Своим противникам он пригрозил наказанием Страшным судом и извержением Йеллоустоунского супервулкана.
Также Торгунаков получил известность тем, что в своей борьбе с действующей властью выразил поддержку якутскому шаману Александру Габышеву и, с целью расстроить президента России, провёл обряд наведения порчи на музыкантов из Саудовской Аравии, чтобы помешать им сыграть гимн России без фальши.
В начале 2015 года, готовясь к поездке в Москву, Торгунаков позвонил в отель «Radisson Royal», где попытался забронировать для себя «посольский номер» (стоимость проживания в котором составляла 1,129 млн рублей), предъявив в качестве оплаты вексель, однако получил отказ от руководства гостиницы. Несмотря на это, он повторно попробовал забронировать тот же самый номер за 1,013 млн рублей через сервис Booking.com на другую дату, но получил отказ. Торгунакову удалось заселиться в простой номер гостиницы «Измайлово Альфа» при условии, что он отработает своё проживание, поскольку, кроме пенсии пожилой матери, он не имеет других источников дохода.
23 ноября 2015 года Торгунаков вместе с некоей Ольгой Селютиной пришёл в новосибирскую полицию, чтобы передать «последние приказы властей РСФСР», откуда был принудительно госпитализирован в психиатрическую больницу с диагнозом «параноидный синдром» и заключением врачей, что «поведение непредсказуемо и представляет опасность для окружающих». Выписан в начале февраля 2016 года, выразив желание в судебном порядке оспорить свой диагноз и получить от врачей компенсацию в размере 2 тысяч евро за каждый день из двух месяцев, которые он провёл в психиатрической больнице.
После выписки Торгунаков продолжил свою деятельность в качестве «временно исполняющего обязанности президента СССР». Для приёма в члены его группы необходимо заплатить членский взнос в размере 500 рублей и отправить по электронной почте заявление вместе с копиями всех своих документов, а также получить «космический паспорт», в котором астрологами и «профессиональными волхвами» будет указано, кем в прошлых жизнях был человек и кем является в настоящее время.

#### Прочие
В 2018 году от движения откололась новая группа — ещё один «Верховный Совет СССР», возглавляемый Валентиной Реуновой, которая объявила Тараскина узурпатором. Группа имеет YouTube-канал, у которого в 2020 году было около 50 тысяч подписчиков.
«Правительство СССР» (группа Шефанцова — Радиста), которую в настоящее время возглавляет «генеральный радник казачества Руси» А. Радист, поддерживает бывшего схиигумена Сергия (Романова) (выступающего сторонником многих социальных мифов, разделяемых некрокоммунистами), выступив с требованием к Екатеринбургской епархии Русской православной церкви предоставить ему полную свободу в ведении пропаганды.

## Проблемы с законом
Жительница Екатеринбурга рассказала тележурналистам «Четвёртого канала» об «аферистах», которые едва не заставили её пожилого отца переоформить на них квартиру, гараж и машину. По её словам, пенсионер отдал им копию паспорта, военный билет и уплатил 2,5 тысячи рублей «государственной пошлины», а взамен получил «документ» о «гражданстве СССР».
Житель Челябинска также рассказывал журналистам телеканала ОТВ, что его родственница, которая попала под влияние сторонников Тараскина, передала «правительству СССР» «несколько десятков тысяч рублей».
В апреле 2017 года десять жителей Нижнего Тагила через суд потребовали признать их гражданами СССР, подав иски к нижнетагильскому Управлению МВД России, отказавшемуся возвращать им старые советские паспорта.
В январе 2018 года Управление ФСБ России по Центральному военному округу возбудило уголовное дело о призывах к экстремистской деятельности (статья 280 УК РФ) в отношении Андрея Злоказова, называвшего себя главой «Свердловской области РСФСР», структурного подразделения «Союза Славянских Сил Руси» (СССР), и направлявшего в конце февраля 2016 года письма командованию ряда войсковых частей с призывами к организации «отрядов самообороны». В случае отказа командиров частей исполнить «приказ» Злоказов угрожал «ликвидировать их как врагов СССР». Также он изготавливал и продавал «паспорта СССР» и другие «документы», а также автомобильные номерные знаки образца СССР. В апреле 2019 года Орджоникидзевский районный суд Екатеринбурга признал Злоказова невменяемым и направил его на принудительное психиатрическое лечение.
В июле 2018 года Тараскин и его соратник Александр Соловьёв были задержаны сотрудниками военной контрразведки ФСБ России и зеленоградского центра по противодействию экстремизму, которыми в квартире первого в Зеленограде были проведены обыски по делу о публичных призывах к экстремистской деятельности (ч. 1 ст. 280 УК РФ). По сообщению правоохранительных органов были «изъяты аудио- и видеоматериалы о деятельности организации „СССР“, уставные документы, печати, типографская продукция». Расследование уголовного дела было поручено следственному отделу Управления ФСБ России по Центральному военному округу. 27 ноября 2020 года Зеленоградский суд постановил избрать к Тараскину, обвиняемому по ч. 1 ст. 212.1 УК РФ[уточнить] (организация общественного объединения, в отношении которого судом принято решение о ликвидации), меру пресечения в виде домашнего ареста до 25 декабря 2020 года.
В 2019 году Верховный суд Республики Коми признал «Союз славянских сил Руси» экстремистской организацией. Называвший себя начальником «службы безопасности» региональной организации «СССР» в Коми и «Председателем КГБ Коми АССР» Александр Тюрнин был осуждён на два с половиной года лишения свободы по обвинению в публичных призывах к осуществлению экстремистской деятельности (ст. 280 УК РФ), размещал в социальных сетях данные экстремистского характера, а также призывал к осуществлению насильственных действий в отношении представителей власти и составлял «расстрельные списки».
В мае 2020 года в Северной Осетии по статье о мошенничестве было возбуждено уголовное дело в отношении группы лиц, называвших себя «Верховным Советом Осетинской АССР» и продававших «паспорта СССР», обещая, что эти «документы» избавят покупателей от налогов и позволят им не оплачивать услуги ЖКХ. Религиовед Р. А. Силантьев отмечает, что как и немецкие рейхсбюргеры (создавшие большое количество сектантских групп, усиленно продающие документы «рейхов», не любящие официальные власти, с которыми вступали в ряд вооружённых столкновений, закончившихся человеческими жертвами), «Свидетели СССР» в разгар пандемии коронавирусной инфекции «осуществили массовые беспорядки во Владикавказе», «по результатам которых их лидеры Вадим Чельдиев и Марина Мелихова-Мещерякова получили обвинения по целому ряду очень неприятных статей», а также отметил, что участников данного движения «подозревают также в поджоге вышки сотовой связи в той же Северной Осетии, поскольку они очень не любят технологию 5G, однако типы вышек различают плохо и готовы жечь всё подряд».
В июне 2020 года против троих жителей Кирова Следственное управление Следственного комитета Российской Федерации по Кировской области возбудило уголовное дело по статье об организации деятельности экстремистской организации (ч. 1 ст. 282.2 УК РФ). По данным следствия, они осуществляли деятельность запрещённой организации «Союз Славянских Сил Руси», проводили собрания и выдавали за деньги «вкладыши, подтверждающие принадлежность к гражданству СССР». Активисты были задержаны сотрудниками СОБР. Двое из них отпущены под подписку о невыезде и запрете определённых действий, ещё один под обязательство о явке.
В июле 2020 года в Ноябрьске (Ямало-Ненецкий автономный округ) были задержаны два представителя движения «Союз Славянских Сил Руси», в их отношении возбуждено уголовное дело по статье «организация деятельности экстремистской организации».
15 июля 2020 года в Омске уголовное дело по ч. 1 ст. 282 УК РФ об организации экстремистского сообщества было заведено в отношении 72-летнего отрицателя распада СССР и руководителя «исполкома Совета народных депутатов РСФСР» Владимира Бесхлебного. Ранее в его доме и домах его соратников проводились обыски. Кроме того, Бесхлебного поместили под домашний арест.
В сентябре 2020 года сотрудниками полиции, Росгвардии и Центра «Э» в Краснодаре была предотвращена попытка заказного убийства главы отделения Федерации еврейских общин России на Кубани, которую намеревалась осуществить группа «Верховный суд СССР». По оценке религиоведа Р. А. Силантьев она является одной из наиболее агрессивных ответвлений некрокоммунистов, а «её лидер, Марина Мелихова-Мещерякова, ведьма по профессии, с весны этого года находится под стражей», поскольку «ей предъявлены обвинения по части 2 статьи 280 УК (публичные призывы к осуществлению экстремистской деятельности), в том числе за призывы к насилию в отношении еврейской общины Краснодара». Также Силантьев указывает, что «поощрить киллера они собирались должностью „советского“ министра или даже „главы КГБ“», сама группа ответственна за массовые беспорядки в Северной Осетии во время карантина в связи коронавирусом, и занимается рассылкой «судебных решений», где объявляет Российскую Федерацию террористическим государством, а также «на данный момент члены секты блокируются с адептами бывшего схимонаха Сергия (в миру Николая) Романова на почве ненависти к хасидскому движению „Хабад“».
В ноябре 2020 года Центральный районный суд Волгограда избрал меру пресечения в виде заключения под стражу в отношении двух участников движения, обвиняемых по ч. 1 ст. 282.2 УК РФ (организация деятельности экстремистской организации). Одним из них является руководитель региональной ячейки движения Сергей М., называвший себя «Временно исполняющим обязанности Главы всех без исключения должностей, всех без исключения ранее существовавших объектов и субъектов права в пространстве на территории Волгоградской области».
В ноябре 2020 года Зеленоградский суд Москвы поместил под домашний арест самопровозглашённого «врио президента СССР» Сергея Тараскина, обвинённого по ч. 1 ст. 212.1 УК РФ (организация общественного объединения, в отношении которого судом принято решение о ликвидации).
В декабре 2020 года суд в Ульяновске признал 62-летнего местного жителя, который в период с сентября 2019 по февраль 2020 года занимал в «Союзе славянских сил Руси (СССР)» должность «Врио Главы Ульяновской области РСФСР», виновным по чч. 1.1 и 2 ст. 282.2 УК (участие в деятельности экстремистской организации и вербовка в неё) и вынес в его отношении приговор в виде пяти лет лишения свободы условно.
25 марта 2021 года Ленинский районный суд Краснодара признал главу кубанского отделения движения «Граждане СССР» Марину Мелихову виновной в призывах к экстремизму в интернете и приговорил к трём годам и шести месяцам колонии-поселения.
24 августа 2022 года Министерство юстиции России внесло «Граждане СССР» в список экстремистских организаций. Постановлением Минюста организация должна быть ликвидирована, а её деятельность — запрещена в России.